# Isak Jensen
Isak Jensen, né le 23 décembre 2003 à Odense au Danemark, est un footballeur danois jouant au poste d'ailier gauche à l'AZ Alkmaar.

## Biographie

### En club
Né à Odense au Danemark, Isak Jensen commence le football au Næsby Boldklub (en) avant d'être formé par le Odense BK. Il rejoint SønderjyskE en 2020, où il poursuit sa formation. En novembre 2020, Jensen signe son premier contrat professionnel alors qu'il commence à s'entraîner avec l'équipe première depuis quelque temps.
Jensen joue son premier match en professionnel le 11 mars 2021, à l'occasion d'une rencontre de coupe du Danemark face au Fremad Amager. Il entre en jeu à la place de Bård Finne et son équipe s'impose par quatre buts à un.
Le 11 juillet 2022, Isak Jensen s'engage en faveur du St. Louis City SC, franchise de Major League Soccer. Il signe un contrat courant jusqu'en décembre 2027,.
Jensen joue son premier match avec l'équipe première de St. Louis City le 26 mars 2023, lors d'une rencontre de MLS face au Real Salt Lake. Il entre en jeu à la place de Jared Stroud (en) et son équipe l'emporte (0-4 score final),. En manque de temps de jeu en MLS, il dispute plusieurs rencontres avec la réserve en MLS Next Pro avant d'être prêté jusqu'en juin 2024 au Viborg FF, en première division danoise, le 30 août 2023.
Le 15 juillet 2025, Isak Jensen rejoint les Pays-Bas pour signer en faveur de l'AZ Alkmaar. Il signe un contrat de cinq ans, soit jusqu'en juin 2030.

### En sélection
Isak Jensen représente l'équipe du Danemark des moins de 18 ans, jouant un total de deux matchs en 2020 et marque un but.

## Palmarès
SønderjyskE
- Finaliste de la Coupe du Danemark en 2021

 St. Louis City 2
- Finaliste de MLS Next Pro en 2022